# FDP-Bundesparteitag 2007
Koordinaten: 48° 47′ 36″ N, 9° 13′ 43″ O

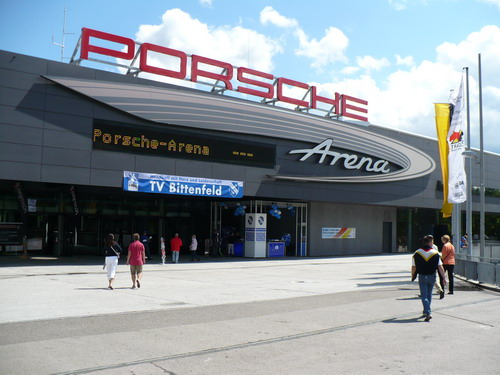
Porsche-Arena

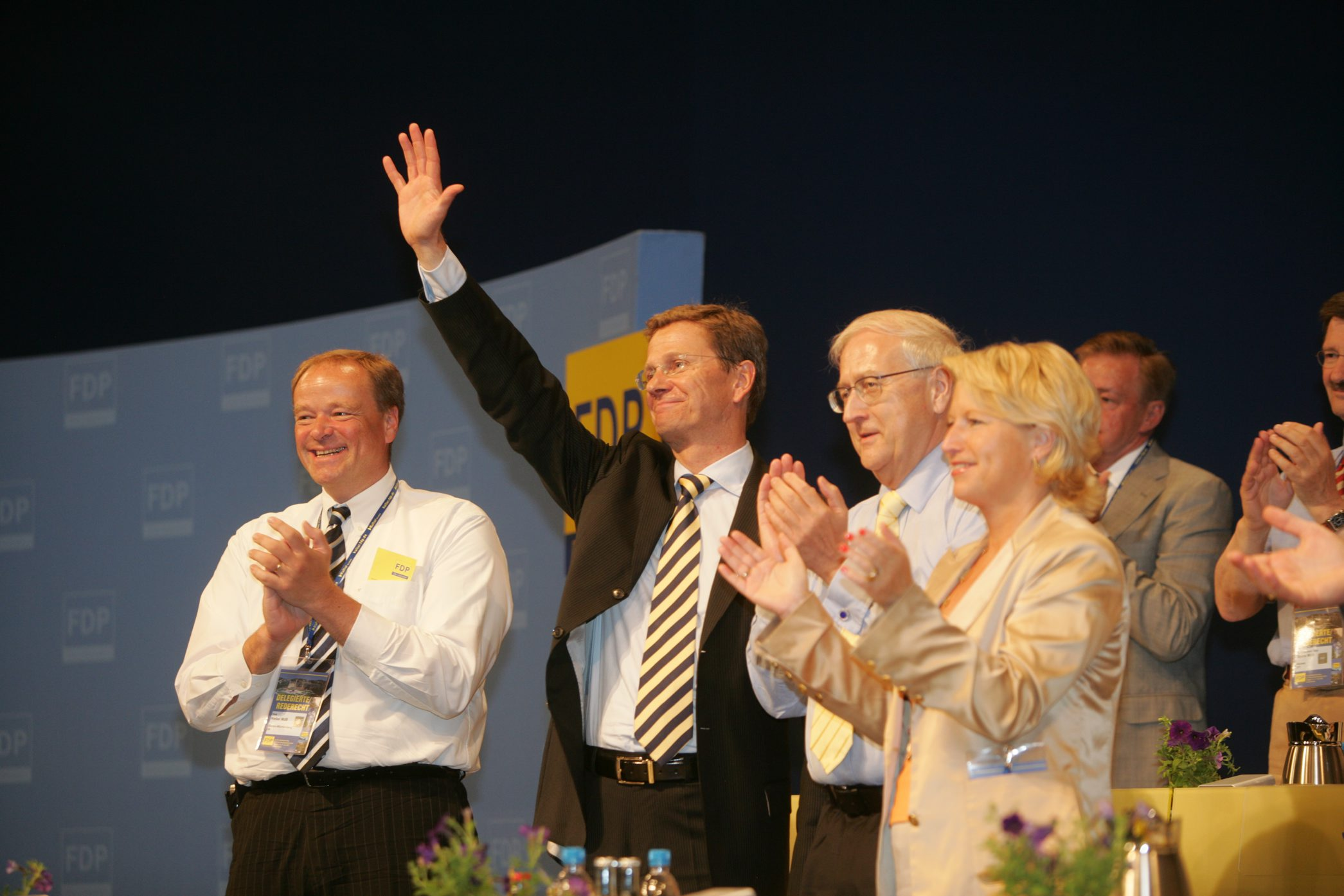
58. Bundesparteitag der FDP 2007, v. l. n. r. Niebel, Westerwelle, Brüderle, Pieper

Den Bundesparteitag der FDP 2007 hielt die FDP vom 15. bis 17. Juni 2007 in Stuttgart ab. Es handelte sich um den 58. ordentlichen Bundesparteitag der FDP in der Bundesrepublik Deutschland. Die Veranstaltung fand in der Stuttgarter Porsche-Arena statt.

## Verlauf und Beschlüsse
Guido Westerwelle wurde als Parteivorsitzender wiedergewählt. Auch Rainer Brüderle, Cornelia Pieper und Andreas Pinkwart wurden als stellvertretende Vorsitzende bestätigt. Im Mittelpunkt des Parteitags stand die liberale Sozialpolitik. Die 662 Delegierten berieten in einer programmatischen Marathondebatte von 17 Stunden Dauer unter anderem die Leitanträge „Kultur braucht Freiheit“ und „Freiheit, Fairness, Chancen“.

## Bundesvorstand
Dem Bundesvorstand gehörten nach der Neuwahl 2007 an:
| Vorsitzender                 | Guido Westerwelle |
| Stellvertretende Vorsitzende | Rainer Brüderle, Cornelia Pieper, Andreas Pinkwart |
| Schatzmeister                | Hermann Otto Solms |
| Beisitzer im Präsidium       | Sabine Leutheusser-Schnarrenberger, Birgit Homburger, Philipp Rösler |
| Generalsekretär              | Dirk Niebel |
| Beisitzer im Bundesvorstand  | Christian Ahrendt, Alexander Alvaro, Daniel Bahr, Uwe Barth, Hans-Artur Bauckhage, Nicola Beer, Stefanie Bermanseder, Ernst Burgbacher, Jorgo Chatzimarkakis, Mark Ella, Angela Freimuth, Jörg-Uwe Hahn, Christoph Hartmann, Walter Hirche, Werner Hoyer, Gerry Kley, Wolfgang Kubicki, Heinz Lanfermann, Christian Lindner, Martin Lindner, Markus Löning, Jan Mücke, Hans-Joachim Otto, Gisela Piltz, Alexander Pokorny, Wieland Schinnenburg, Rainer Stinner, Michael Theurer, Carl-Ludwig Thiele, Johannes Vogel, Volker Wissing, Holger Zastrow, Martin Zeil |
| Ehrenvorsitzende             | Hans-Dietrich Genscher, Otto Graf Lambsdorff, Walter Scheel |